# Time-Warp-Synchronisation
Das Time-Warp-Synchronisationsverfahren (deutsch „Zeit-Verzerrung“) stellt eine optimistische Synchronisationsmethode dar, wie sie z. B. zur Synchronisation von verschiedenen Prozessen in einem verteilten System genutzt wird. 
Time-Warp-Synchronisation zeichnet sich – wie andere optimistische Synchronisationsmethoden – durch folgende Dinge aus:
- Alle Prozesse laufen, ohne auf Nachrichten von anderen Prozessen zu warten.
- Treffen Nachrichten aus der Vergangenheit von anderen Prozessen ein, führt dies zu einem Kausalitätsverlust.
- Ein Prozess ist dann in der Lage, einen sogenannten Rollback durchzuführen, also zum letzten korrekten Zustand zurückkehren und die Berechnungen unter Berücksichtigung der verspäteten Nachricht des anderen Prozesses fortführen.